# Strathmore (Canada)
Strathmore is een plaats (town) in de Canadese provincie Alberta en telt 10336 inwoners (2006).